# Vi Burde Ses Noget Mere
Vi Burde Ses Noget Mere (Deberíamos Vernos Más Seguido), es la primera producción discográfica del grupo musical danés Hej Matematik. El álbum fue lanzado primeramente el 4 de febrero de 2008, con once canciones. Posteriormente, se relanzó el disco, añadiéndole un tema: Walkmand. Una edición muy especial de este disco se entregó a diversos fanes. Dicha edición estaba autografiada por los Hermanos Rasted.
El álbum es considerado como un disco de "Pop Inteligente", esto debido a que las letras de la canción, han sido escritas para representar la atmósfera urbana que nos presenta el estilo de vida de "Hej Matematik". 
La estética del álbum es muy minimalista, delicada. Está totalmente decorado en tonos blanco, negro y grises, acompañado de sólo dos fotografías de los Rasted: Una en la portada, y otra en la parte posterior del álbum. Dichas fotografías aparecen en blanco y negro. 
Desde el lanzamiento del álbum, la banda ha mantenido una gira que les ha llevado a diversos festivales, shows de televisión y prestigiosos escenarios en Dinamarca.

## Lista de canciones
1. Hej Matematik (Hola Matemáticas)
2. Du & Jeg (Tú Y Yo)
3. Centerpubben (Centro Comercial)
4. Midtbyen (En Medio de la Ciudad)
5. Utroskabet (Adulterio)
6. Høj 5 (Colina 5)
7. Gymnastik (Gimnasia)
8. Vi Ka' Alt Vi To (Los Dos Podemos Hacerlo Todo)
9. Kvinderne (Las Mujeres)
10. Vi Burde Ses Noget Mere (Deberíamos Vernos Más Seguido)
11. Så Ka' De Lære Det (Entonces, ¿Qué pueden enseñarnos?)
12. Walkmand (Hombre, Camina!)

## Sencillos
1. Gymnastik
2. Centerpubben
3. Du Og Jeg
4. Walkmand
5. Vi Ka Alt Vi To
6. Hej Matematik

- Datos: Q4993754